# Warmond
Warmond è una località olandese, situata nell'area dei laghi chiamati Kagerplassen e facente parte - dal punto di vista amministrativo - del comune di Teylingen, nella provincia dell'Olanda meridionale.
Nel gennaio 2006 il comune autonomo è divenuto parte del nuovo comune di Teylingen insieme a Voorhout e Sassenheim.